# Domício Zenófilo
Domício Zenófilo (em latim: Domitiud Zenophilus), foi um oficial romano do século III, ativo no reinado do imperador Constantino (r. 306–337). Homem claríssimo, antes de 320 torna-se corretor da Sicília  e em 326/333 foi procônsul da África. Em 333, foi nomeado cônsul posterior com Dalmácio.